# Leuchtende Rote Laternen
Die Leuchtenden Roten Laternen waren eine Gruppierung von chinesischen Frauen, die während des Boxeraufstands gegen die westlichen Mächte kämpften.

## Geschichte
Die Leuchtenden Roten Laternen waren ursprünglich Kampfsportverbände von Frauen, die mit Fächern und Säbeln übten. In der Zeit des Boxeraufstandes formierten sie sich zu Kampftruppen, die etwa ab dem Frühjahr des Jahres 1900 als Organisation öffentliche Präsenz zeigten. Sie standen in der Tradition historischer Kampfverbände von Frauen während der chinesischen Geschichte, so gab es z. B. während der Taiping-Revolution weibliche Kampfverbände auf der Seite der Rebellen. Neben den Leuchtenden Roten Laternen, die aber die ungleich populärste und zahlenstärkste Gruppe bildeten, gab es noch die Leuchtenden Blauen Laternen, die Leuchtenden Grünen Laternen und die Leuchtenden Schwarzen Laternen.
Während des Kampfes gegen die imperialistischen Mächte arbeiteten diese Gruppen eng mit den Boxern zusammen. Sie waren dabei, im Sinne einer Arbeitsteilung nach Geschlechtern, vor allem in der Kranken- und Verwundetenpflege tätig. Außerdem wirkten sie in Patrouillen- und Erkundungsgängen und als Wachposten sowie als Kuriere. In diesen Funktionen überwachten sie auch ihre Gruppierungen auf Spitzel und nahmen solche fest. Vereinzelt beteiligten sie sich auch an militärischen Aktionen, so z. B. bei der Belagerung der Kathedrale von Tianjin. Der räumliche Rahmen, in dem die Leuchtenden Roten Laternen hauptsächlich auftraten, beschränkte sich auf die Dörfer und Ortschaften um die Stadt Tianjin herum sowie auf Teile Shandongs.
In der Forschung wird der Nutzen der Leuchtenden Roten Laternen für die Aufständischen, gemäß den von ihnen hauptsächlich übernommenen Aufgaben, vor allem in ihrem logistischen Potenzial gesehen, weniger in ihrer Kampfkraft. 
Nicht zu unterschätzen ist der Einfluss der den Leuchtenden Roten Laternen zugeschriebenen magischen Kräfte. So hieß es in einem zeitgenössischen Lied: „Die Boxer verteidigen das Land, die Leuchtenden Roten Laternen schlagen die ausländischen Teufel.“ Den Leuchtenden Roten Laternen wurde die Fähigkeit des Heilens von Krankheiten und Verwundungen zugeschrieben. Außerdem glaubte man, sie könnten Schwerter auf die Köpfe der Feinde niedergehen lassen und sie mit Feuerblitzen versengen. Wenn sie aufrecht standen und sich nicht bewegten, sollten sie in der Lage sein, ihre Seelen vom Körper zu lösen, um über dem Schlachtfeld fliegend in den Kampf einzugreifen. Sie könnten fliegen und die Winde kontrollieren. Auf letzteren Aspekt wurden viele Brände in ausländischen und christlichen Häusern zurückgeführt, so z. B. der Brand im Gesandtschaftsviertel von Tianjin am 18. Juni 1900. In der Bevölkerung von Tianjin wurde den Leuchtenden Roten Laternen eine quasireligiöse Stellung zugeschrieben. Waren sie anwesend, wagten es andere Frauen nicht, sie anzusehen oder den Kopf zu heben, und Frauen wie Männer (darunter auch die Boxer) knieten während ihrer Anwesenheit.

## Organisation
Die einzelnen Gruppierungen der Laternen waren engmaschig verbunden. Dies gilt vor allem für die Führungsgruppen, aber auch für die unteren Einheiten der Kampfverbände, jedoch kam es nie zu einer alle Gruppierungen umfassenden übergeordneten Organisation. Zu beachten ist auch, dass die einzelnen Gruppen sich von ihrem Kampfstil und ihren religiös-magischen Praktiken sowie auch von der sozialen Zusammensetzung her unterschieden. In den Leuchtenden Blauen Laternen waren die Witwen organisiert, den Leuchtenden Grünen Laternen gehörten Frauen ab 40 Jahren an und in den Leuchtenden Roten Laternen waren Mädchen und jüngere Frauen organisiert.
Die Mitglieder der einzelnen Gruppen waren in eine Hierarchie von Schwesternschaften gegliedert, die den Qualifikationsrängen des Kampfsportes entsprach. An der Spitze stand eine Meisterin. Laut dem Bericht von Zhao Qing, einem Mitglied der Leuchtenden Roten Laternen, zog ihre Gruppe einmal in der Woche als Verband auf die Straße, umkreiste das Dorf und schwang die Säbel. Während der Zeit des Aufstandes lebten die Mitglieder der Gruppen von ihren Familien getrennt und trainierten gemeinsam. Nach 49 oder 100 Tagen durften sie ihr Zuhause besuchen oder gemeinsam auf einem Marktplatz ihre Künste vorführen, wohl aus öffentlichkeitswirksamen Gründen, aber auch als eine Art Wettkampf untereinander.
Die Kleidung der Leuchtenden Roten Laternen bestand aus Kopftüchern, einer mittig zugeknöpften Jacke über einem roten Gewand mit straffen Ärmelstulpen.

### Gründe für die soziale Zusammensetzung der Roten Laternen
Die Gruppen der Laternen setzten sich aus jungen Frauen oder Mädchen, Witwen und Frauen über 40 Jahren zusammen. Die historische Forschung hat hierfür den Erklärungsansatz ausgearbeitet, dass in agrarisch dominierten Gesellschaften wie dem China der damaligen Zeit Frauen generell als unrein galten. Als besondere Hervorhebungen dieser Unreinheit konnten das Menstruationsblut sowie der Geschlechtsverkehr und das Gebären von Kindern gelten.
Die Forschung hebt den Umstand hervor, dass sich die Laternen vor allem aus Frauen zusammensetzten, die sich in den Augen der Gesellschaft durch besondere Reinheit auszeichneten. Es waren meist entweder noch nicht menstruierende Frauen oder Frauen, die sich in der Menopause befinden, oder Witwen. Sie alle entsprachen dem Bild von ritueller Reinheit ohne sexuelle Potenz und Anziehungskraft. In dieser Position konnten sie Verbindung zu Gottheiten herstellen, die ihnen ihre Kräfte verliehen.
Als Stützung dieser These wird die Tatsache hervorgehoben, dass sich die einzelnen Kampfverbände getrennt nach ihrem Status organisierten, der jeweiligen Position also unterschiedliche, graduelle Reinheit zugesprochen wurde. Die Angriffe auf die Laternen richteten sich so auch vornehmlich nicht gegen ihre magischen Praktiken oder religiösen Vorstellungen, sondern warfen ihnen vor allem unerlaubte sexuelle Aktivitäten vor.

## Rezeption und historische Forschung
Zur Zeit des Aufstands fanden in der Bevölkerung buddhistisch geprägte Schriften Verbreitung, in denen von der Erlösung der Welt durch die Leuchtenden Roten Laternen die Rede war, es würde ein Aufstand des Lichts gegen die Finsternis erfolgen. Die Forschung erkennt in diesen Schriften Parallelen zu den Texten der Weißen Lotus-Gruppe, eine direkte Verbindung zwischen den Leuchtenden Roten Laternen und dem Weißen Lotus lässt sich aber nicht herstellen. Bestimmte Praktiken wie die schamanistischen Rituale, die magischen Kräfte und die Kampfkünste gelten aber als kulturelle Fortläufer des Weißen Lotus, die zuerst in die Volkskultur eingingen und dann von den Laternen übernommen wurden.
Während der Kulturrevolution wurden die Roten Garden von offizieller Seite in die Tradition der Leuchtenden Roten Laternen gestellt. Sie galten als Verkörperungen revolutionären Geistes im Kampf gegen die imperialistischen Mächte. So wurden sie insbesondere während der Auseinandersetzung Mao Zedongs mit seinen Gegenspielern in der Partei instrumentalisiert. Die anderen Gruppierungen der Laternen wie die Leuchtenden Grünen Laternen erfuhren zu dieser Zeit keine Rezeption.